# Brammingegade
Brammingegade er en gade beliggende på Østerbro i København. Gaden går mellem Århusgade og Koldinggade.

## Baggrund og navngivning
Gaden er opkaldt efter Bramming, en jysk stationsby, og skiller sig dermed ud fra det typiske navngivningsmønster på Østerbro, hvor mange gader er opkaldt efter gamle købstæder.

## Anlæg og udvikling
Brammingegade blev anlagt omkring 1905, samtidig med nabogaderne Jellingegade og Koldinggade, som også blev udstykket og bebygget i samme periode.